# آشپزی آذربایجانی

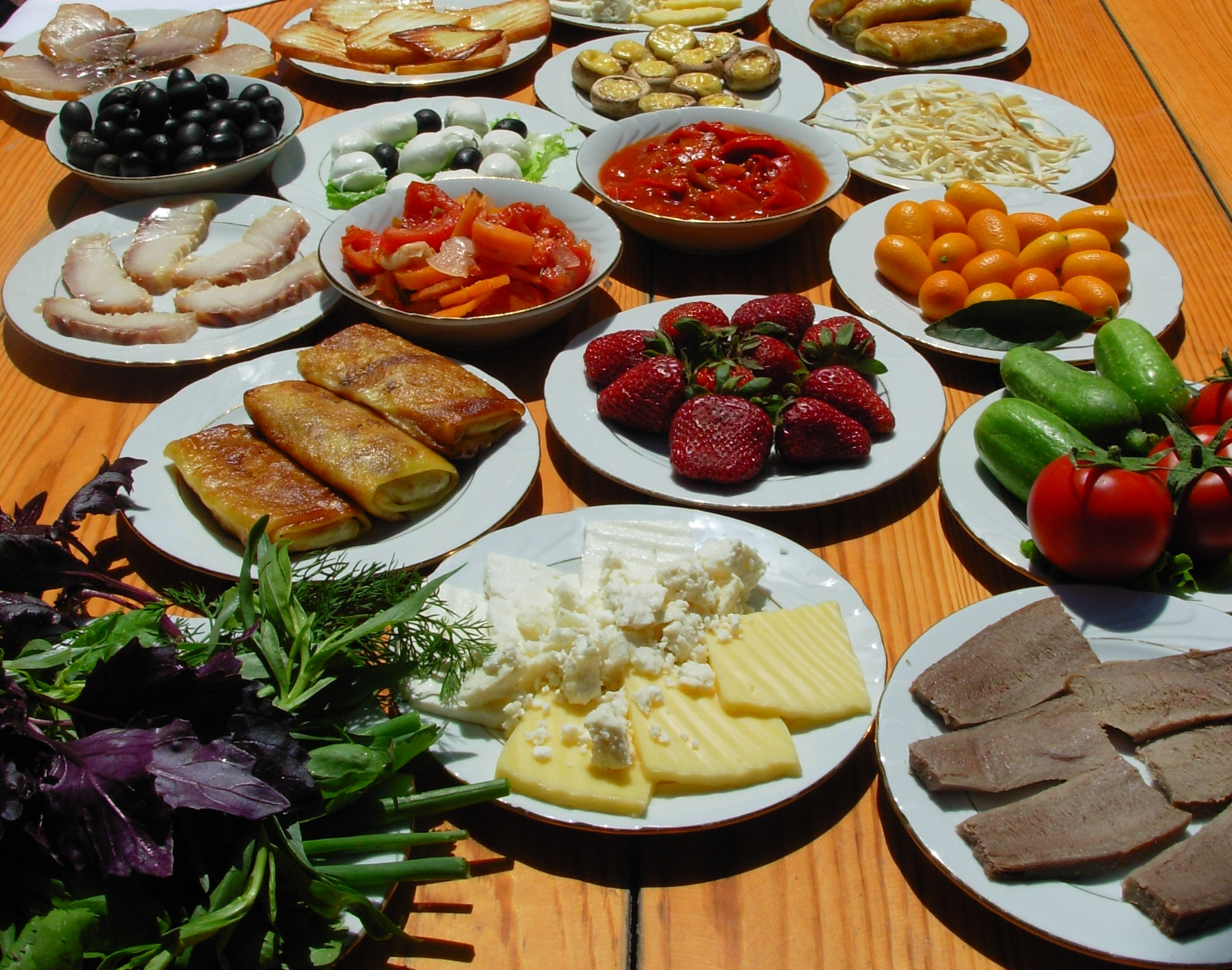
غذاهای سنتی آشپزی آذربایجان

آشپزی آذربایجانی (ترکی آذربایجانی: Azərbaycan mətbəxi) شامل آشپزی آذربایجانی‌های ایران، جمهوری آذربایجان، ترکمن‌های عراق، ترکمان‌های سوریه و مناطق آذربایجانی‌های ترکیه و آذربایجانی‌های داغستان و آذربایجانی‌های گرجستان است.
گرچه در طی قرن‌ها، آشپزی آذربایجانی تحت تأثیر غذاهای فرهنگ‌های گوناگون بوده‌است ولی با این وجود همچنان در نوع خود خاص و متنوع است. خیلی از غذاهای فرهنگ‌های همسایه مردم آذربایجان نیز از آشپزی آذربایجانی تأثیر گرفته‌است.
روش آشپزی آذربایجانی- غذاهای آذربایجانی یکی از سرشارترین و لذیذترین غذاهای جهان می‌باشد. روش آشپزی آذربایجانی نه تنها شامل غذاها و تکنیک‌های تهیهٔ آن‌ها است، بلکه یکی از قسمت‌های اصلی فرهنگ ملموس آذربایجان می‌باشد. آشپزی آذربایجانی دربردارندهٔ فرهنگ آشپزخانه، تاریخ و فلسفه آن، روان‌شناسی سفره‌ای، آداب و رسوم، فیزیولوژی، بهداشت، شیمی، تجهیزات، آداب معاشرت، زیبایی، شعر و دیگر زوایای مربوط به روش آشپزی، همچنین عادت‌های عملی ایجاد شده از سوی مردم آذربایجان در سرزمین‌هایی که همواره با محیط زیست به‌طور هماهنگی کامل زندگی کرده‌اند، می‌شود.

## تاریخ پیدایش

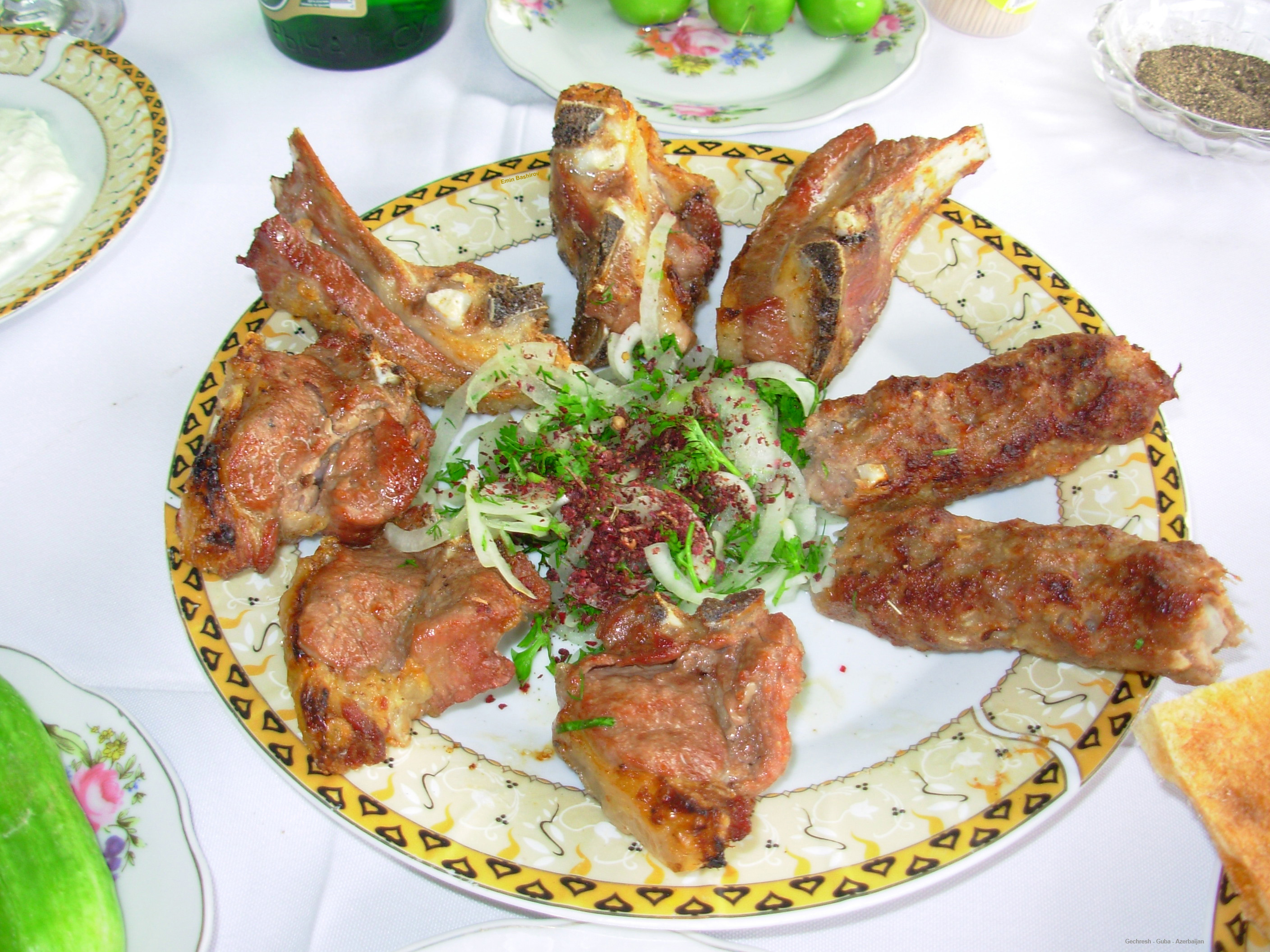
کباب چنجه و کوبیده درست شده از گوشت بره

روش آشپزی آذربایجانی از سوی مردم آذربایجان با سلیقه و مهارت در سرزمین‌های تاریخی خود همچون جمهوری آذربایجان (آران و شروان و قره باغ)، آذربایجان ایران، خانات ایروان (شهر ایروان، دیارهای «زنگه‌زور» و «گویچه»، «بورچالی»، «داغستان» از جمله «دربند» که پایتخت یکی از خانات آذربایجان بوده
است، به وجود آمده‌است.
آب و هوا، مهم‌ترین عاملی در ظهور و توسعهٔ روش آشپزی تلقی می‌شود. جمهوری آذربایجان دارای ۹ منطقه آب و هوایی می‌باشد که، این امر نیز باعث وجود تنوع‌های مختلف گیاهان و جانوران بوده و شرایط مناسبی برای زندگی و رشد برخی جانوران در این سرزمین فراهم می‌سازد. این‌ها نیز پایگاهی اصلی جهت پیدایش روش آشپزی غنی رقم می‌زند.
برای ایجاد سبک آشپزی سرشار، علاوه بر جانوران، پرندگان، ماهی‌ها و سبزیجات، در مرحلهٔ بعدی، نیاز به جامعه تولید کنندهٔ محصولات کشاورزی نیز ایجاد می‌شود. بدین دلیل مردم باید سطح بالای فرهنگ کشاورزی و دام‌پروری را داشته باشند.
تاریخ روش آشپزی آذربایجانی مانند تاریخ مردمش قدیمی می‌باشد. روش آشپزی آذربایجانی به لحاظ ریشه‌های تاریخی و منحصر به فرد بودنش از سایرین متفاوت است. خوراکی‌های آذربایجانی به مزه و کیفیت خود در جهان شهرت یافته‌است. روش آشپزی آذربایجانی بنا بر طرز تهیه و ذائقه، همچنین به خاطر ادویجات و چاشنی‌های خوش‌مزه خود با روش آشپزی شرق قرابت دارد.
با وجود اینکه از ویژگی‌های خاص سبک و سیاق قدیمی در تهیهٔ خوراکی‌های آذربایجانی نگهداری می‌شود، ولی امروزه نیازهای روش آشپزی روز نیز مد نظر گرفته می‌شود.
غذاها در دوران باستان در داخل دیگ‌های مسی درست می‌شده‌است. امروزه نیز غذاهایی که در برخی از روستاهای آذربایجان در دیگ‌های مسی پخته می‌شود، بسیار خوشمزه است. به همین خاطر، بعضی از ابزارهای مورد استفاده در روش آشپزی آذربایجانی (دیگ، پالونه، تابه، سینی، کفگیر، چمچه و غیره…) عمدتاً از مس درست می‌شوند.

## مشخصات روش آشپزی آذربایجانی
اغلب غذاهای ملی آذربایجانی از گوشت گاو، گوسفند و پرنده درست می‌شود. غذاهای پخته شده با گوشت کوبیده رایج تر می‌باشد. دریا، دریاچه‌ها و رودهای جمهوری آذربایجان مملو از ماهیان سفید و خاویاری می‌باشد. در تهیه غذاهای ملی بیشتر ماهیان خاویاری و پولک پوش مورد استفاده قرار می‌گیرند.
سفره آذربایجانی سرشار از سبزیجات مختلفی همچون بادمجان، گوجه‌فرنگی، فلفل شیرین، کلم، اسفناج، چغندر، ترپ، پیاز، خیار و غیره… است. در تهیه غذاهای ملی از انواع مختلف محصولات آشپزی درست شده با برنج و آرد مورد استفاده واقع می‌شود.
ادویجات مختلفی مانند زعفران، رازیانه، زیره، شیرین‌بیان، تخم گشنیز، نعنا، شوید، جعفری، کرفس، ترخون، ریحان، آویشن و غیره… در تهیه غذاهای آذربایجانی بیشتر به کار می‌روند. در میان این گیاهان معطر و ادویه‌ای، زعفران در قلمروی شوروی سابق فقط در شبه جزیره «آبشوران» کاشته می‌شده‌است.
در روش آشپزی آذربایجانی با برخورداری از زعفران بیش از ۵۰ نوع غذا و ۱۰ نوع شیرینی درست می‌شود.
لیمو، زیتون، اسیدهای خوردنی- آبغوره، ازگیل، شراب، سرکه، آب انار، گوجه، انگور وحشی، انار، زردآلو، سماق و غیره… لذت و طعم خوشمزه‌ای به خوراکی‌های آذربایجان به ارمغان می‌آورد.
سالاد در روش آشپزی آذربایجانی از جایگاه ویژه‌ای برخوردار می‌باشد. در تهیه سالاد، گوجه فرنگی، خیار، فلفل شیرین، ریحان و گشنیز را بسیار کوچک خرد می‌کنند. این گونه سالاد را با یکی از غذاهای اصلی سرو می‌کنند.
روش آشپزی ملی آذربایجانی واجد بیش از ۳۰ نوع پیش غذا ست. آن‌ها شامل خوراکی‌های گوشتی (آب گوشت، کوفته-بُزباش، آش و غیره…)) و غذاهای سبزیجاتی و ماستی (دوغ، سوپ سرد، دُغراماج، بالوا و غیره…) می‌شود.
هر پرسی از برخی از غذاهای آبکی (آب گوشت) در بشقاب‌های جداگانه، بعضی‌ها نیز (دوشبره، خنگل آبدار) در ظروف عمومی درست می‌شود. غذاهای آبدار آذربایجانی بر خلاف آش‌ها بنابر درجهٔ غلظت خود غلیظ تر است؛ زیرا در ترکیب آن‌ها مقدار آش کم می‌باشد.

## غذاهای آبدار آذربایجانی
یکی از ویژگی‌های متفاوت روش آشپزی آذربایجانی این است که، برخی اوقات غذاهای ملی هم پیش غذا و نیز غذای اصلی را عوض می‌کند (آش دوغ ٫ آب گوشت آذربایجانی(پیتی)، کوفته-بزباش و غیره…). در بدو، آش این غذاها، بعد بقیه گوشتی را پخته و در داخل آش (گوشت، نخود، سیب‌زمینی و غیره…) مثل غذای اصلی می‌خورند.

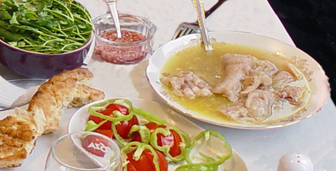
خاش (کله پاجه)

یکی از ویژگی‌های غذاهای آبکی آذربایجانی، وجود دُم گوسفند در تهیهٔ آن‌ها ست. دم به‌عنوان یک قاعده به‌شکل خرد شده به کار می‌آید. در روش آشپزی ملی آذربایجانی برای تهیه غذاهای آبدار، گوجه فرنگی کنسرو شده بسیار کم مورد استفاده است. به جای آن در تابستان از گوجه فرنگی تازه، در زمستان از گوجه خشک شده (به خاطر طعم میخوش) و ادویجات دارای ماده رنگ در ترکیبش (زعفران، زردچوبه) استفاده می‌کنند.
آشپزی آذربایجانی حائز غذاهای آردی نظیر «خنگل آبدار»، «خمیر آشی»، «اوماج»، «گورزه»، «دوشبره» و غیره… می‌باشد.
در میان غذاهای آذربایجانی «فرنی»، «شیربرنج»، «دوغ»، «کَله کوش»، و «سوپ سرد» رواج بسیار زیادی پیدا کرده‌است.
غذاهای اصلی آشپزی آذربایجانی عمدتاً از گوشت گوسفند، پرندگان خانگی، برنج و سبزیجات درست می‌شوند.

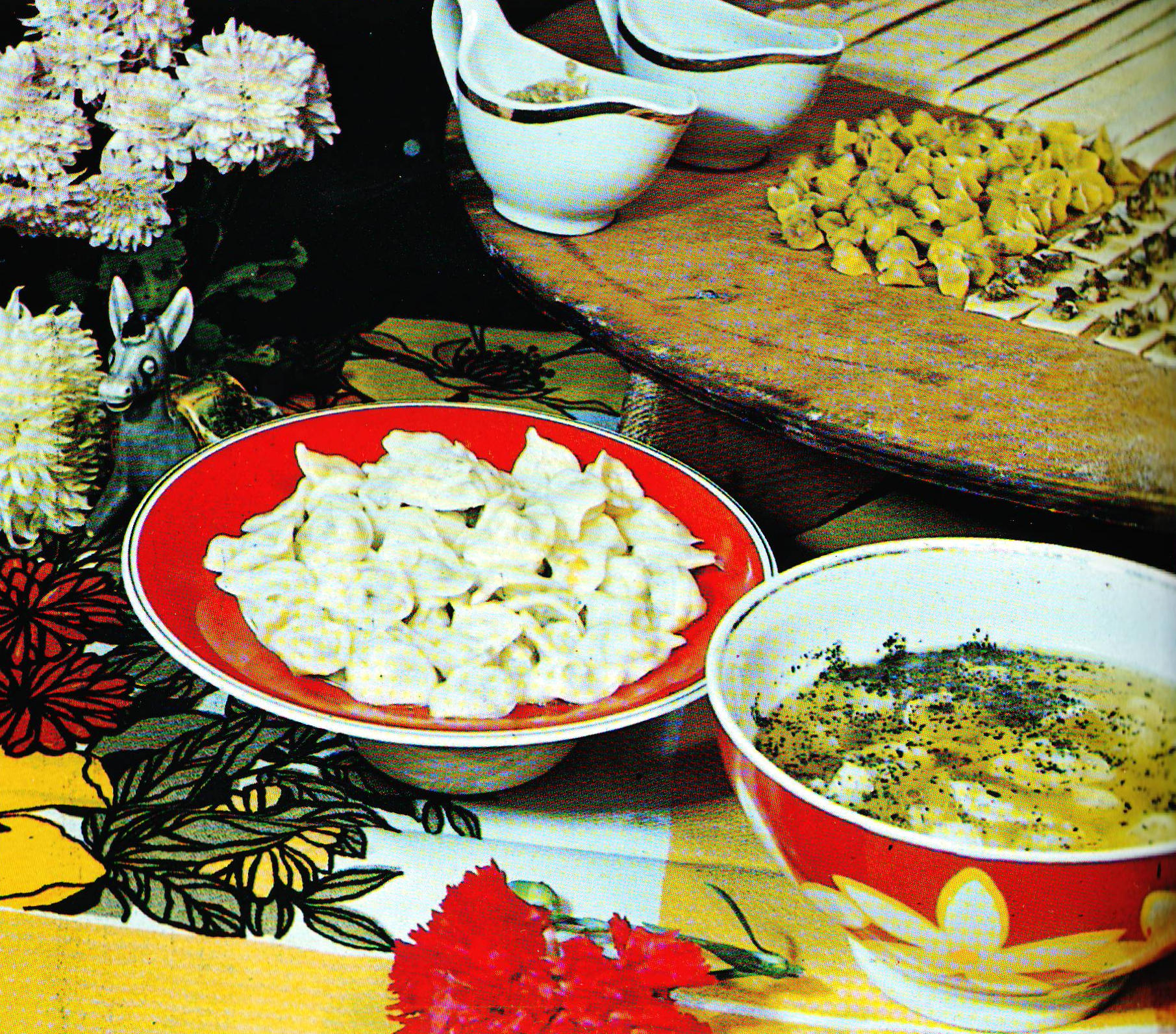
دوشبره- غذای ملی مردم آذربایجان

می‌توان یکی از شایع‌ترین غذاها در اذربایجان به «پلو» اشاره کرد. پلو، دارای نزدیک به ۴۰ دستور آشپزی می‌باشد. هر یکی از آن‌ها بنابر طرز تهیه نام‌های متفاوتی دارد. می‌شود از میان آن‌ها از «پلوی برشته شده»، «سبزی‌پلو- برشته شده»، «پلوی مرغی»، «پلوی شیرین»، «پلو ماستی» نام برد.
کباب حتماً باید به عنوان یکی از نمونه‌های غذای اصلی آذربایجانی مورد اشاره قرار بگیرد. از انواع کباب‌های چنجه می‌توان به «کباب ته‌چین»، «کباب غیر حرفه‌ای»، «کباب کبد»، «کباب کلیه» و از گونه‌های کباب‌های کوبیده به «کوبیده»، «تابه کباب»، «شمع کباب» و غیره… اشاره نمود. انواع خوراکی‌های اصلی آردی همچون «خَشیل»، «خَنگل گوشتی»، «خَنگل آبکی»، «خنگل برگی»، «قوتاب» (سبزیجاتی، گوشتی و کدویی)، «چودو» و غیره… رواج بسزایی داشته‌است.
در میان غذاهای درست شده از انواع ماهی، خوراکی‌های «کباب ماهی»، «کوکو ماهی آذربایجانی»، «ماهی خرد شده»، «ماهی پخته شده در بخار خود یا در آب»، «ماهی سرخ شده»، «پلوی ماهی»، «پلوی ماهی آزاد» و غیره شایع‌ترین غذاها ست.
به‌طور کلی، تعداد خوراکی‌های درست شده از گوشت، ماهی، سبزیجات و آرد بیش از ۱۰۰ نوع می‌باشد.
غذاهای «پلو»، «آب گوشت»، «کوبیده»، «لونگی» و غیره… شهرت جهانی دارند.
آوردن غذاها به سفره در فرهنگ آذربایجان آداب و رسوم مختصی دارد. در ابتدا، به مهمانان چای سرو شده و بعد غذاهای اصلی به سفره گذاشته می‌شود (آذربایجانیان در ضیافت، مراسم عروسی و غیره… به مهمانان پیش غذا عرضه نمی‌نمایند). روی سفره سبزیجات، خیار و گوجه فرنگی تازه گذاشته می‌شود (سبزیجات شوری در زمستان). گاهی بس از غذاخوری (مخصوصا بعد از پلو) دوغ می‌خورند که این نیز به هضم خوب غذا منجر می‌گردد.
خوراکی‌های شیرین در روش آشپزی آذربایجان به عنوان سومین غذا سرو می‌شود. به همین خاطر انواع آن‌ها محدود است. («فرنی»، سوجوق»، «تَرَک) و «قویماق» رایج‌ترین انواع غذاهای فوق‌الذکر می‌باشد. نهارخوری در آذربایجان با خوردن شربت و شیرینی به اتمام می‌رسد.

## شیرینی‌های آذربایجانی
محصولات شیرینی آذربایجان به سه گروه تفسیم می‌گردد: آردی، کارامل مانند و آب نبات مثل.

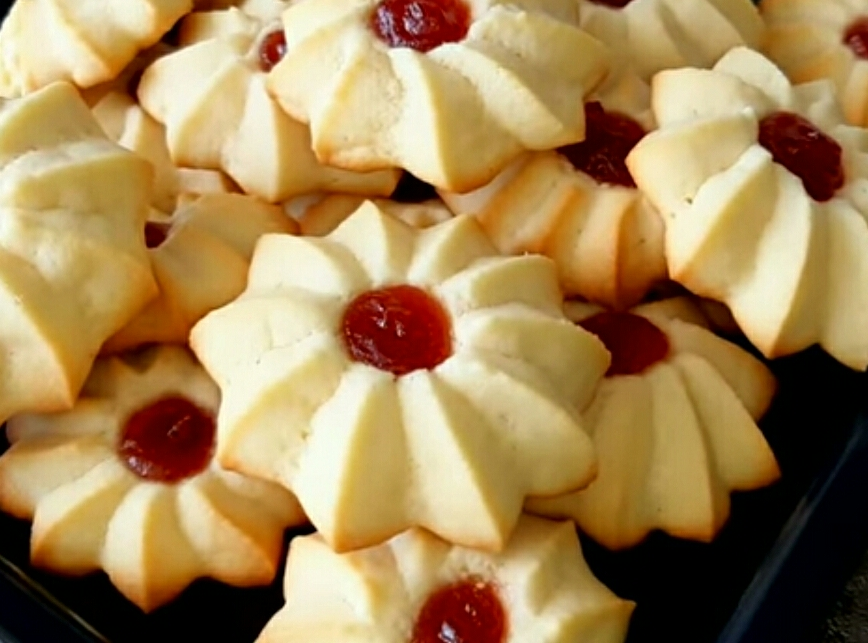
قرابیه باکو از شیرینی‌های آردی

شیرینی‌های آردی شامل «شکربورا»، «باقلوا»، «قُرابِیه باکو»، «نان آذربایجان»، «رولت اردوباد»، «کَتِه قره باغ» و غیره است. شیرینی‌های آردی حائز بیش از ۳۰ تنوع می‌باشد. لیکن هر منطقه‌ای دارای محصولات شیرینی مخصوص به خود است.
از دوران باستان در باکو شیرینی‌های مختلفی مانند «شکربورا»، «باقلوا»، «شکر چورگی» و غیره پخته می‌شود؛ ولی شیرینی‌های «شکی» از جایگاه ویژه‌ای در میان شیرینی‌ها برخوردار می‌باشد. برای تهیه محصولات شیرینی نظیر «باقلوای شکی»، «پِشوَنگ» «تل» (حلوای تازه) و غیره… آرد برنجی، شکر، فندق، روغن کره، سفیده تخم مرغ و ادویجات مورد استفاده قرار می‌گیرند.

## نظرات اجنبیان در مورد روش آشپزی آذربایجانی

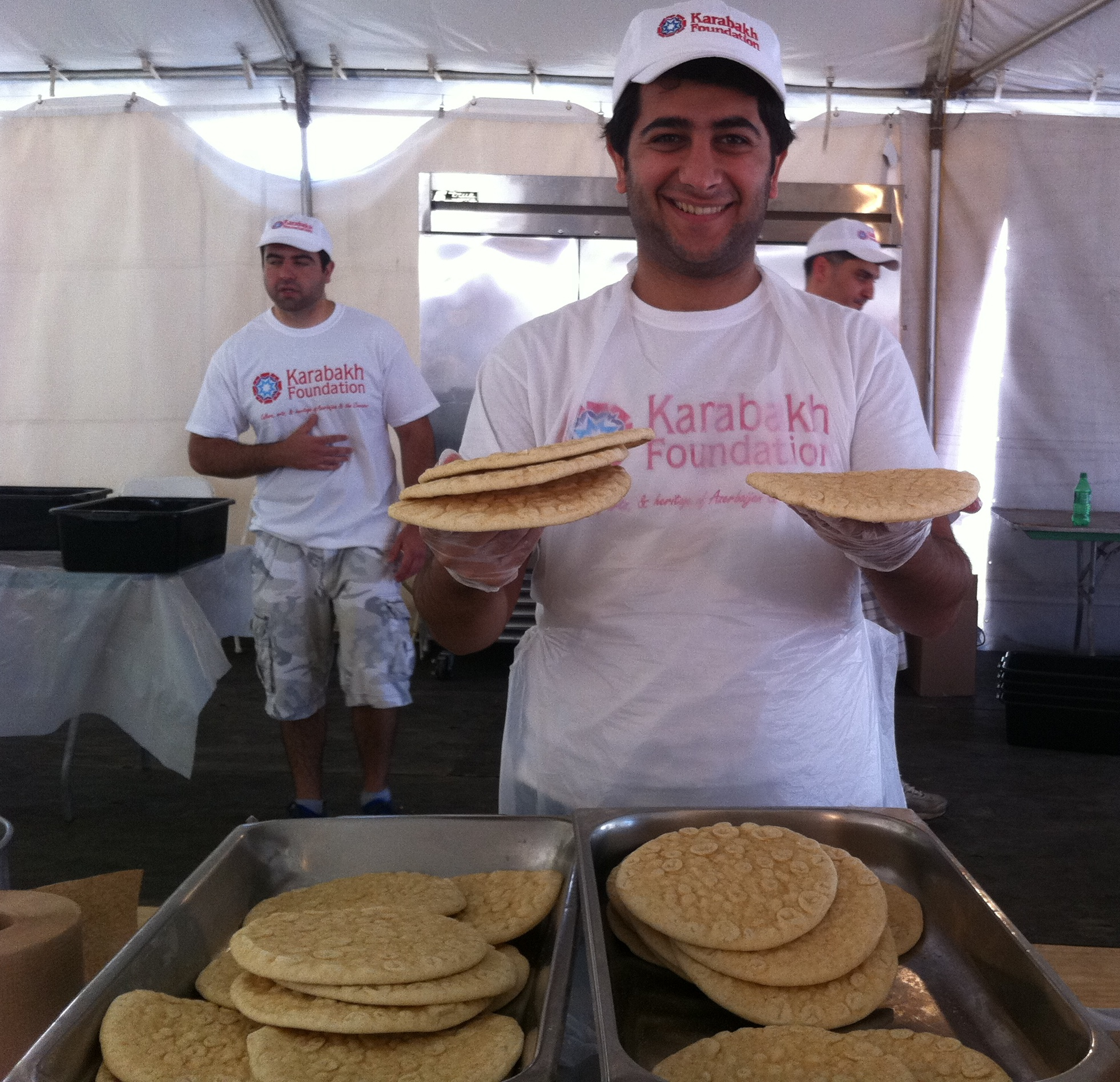
غرفه غذاهای آذربایجانی در فستیوال فولکلوری «سمیتسنیان» در واشینگتن

در قفقاز جنوبی مواد اولیه مورد نیاز برای روش آشپزی را، آذربایجانی‌هایی که از فرهنگ سطح بالای کشاورزی و دام‌پروری برخوردار بودند، تولید می‌کردند. «تکِشِلوف»، دانشمند گرجستانی در سال ۱۸۸۸ در مورد آذربایجانی‌های مقیم خانات «ایروان» قدیم آورده‌است: «آذربایجانی‌ها در روستاها مشغول غله کاری، کشاورزی و باغبانی هستند. طبیعتاً، در بیابان و ییلاق‌ها نه تنها به دامداری مشغول هستند، بلکه از آنجایی که در کنار رودخانه‌ها زندگی می‌کنند، می‌توان آن‌ها را کشاورز نیز دانست. می‌شود گفت که، آذربایجانی‌ها در همه جا در کنار رودخانه‌ها زندگی می‌کنند، در حالی که ارامنه در مناطق کوهستانی اقامت گزیده‌اند».
«ا.ک. آرتامانوف» در سال ۱۸۸۹ طی پرداختن به ایران می‌نوشت: «غله بیشتر در آذربایجان، خراسان، کرمانشاه، فارس، اصفهان و یزد تولید می‌شود».
«ق.و. سولوقوب» در سال ۱۸۵۲ میلادی می‌نوشت: ارامنه اساساً از طریق تجارت به پس‌انداز ثروت می‌پردازند. آذربایجانی‌ها به نوبه خود در زیستگاه خود به زراعت و دام‌داری مشغول هستند و در ماورای قفقار عنصر اصلی تولید می‌باشند».
«ای.و. سگالوف» در سال ۱۹۰۲ می‌نوشت: مردم مسلمان (آذربایجانی‌ها) عمدتاً در کنار رودهای «بازارچای»، «آیریچای»، «برگوشاد»، «اوخچوچای» و شاخه‌های آنها، همچنین در کنار رودخانهٔ ارس اقامت دارند. آذربایجانی‌ها در دشت‌ها و مناطق دارای فرصت‌های خوب برای زراعت زندگی می‌نمایند».
تا اقامت مردمان مهاجر در این سرزمین‌ها، اهالی محلی در خاک‌های بارور و حاصلخیز ساکن بودند. این خاک‌ها نیز توسط آن‌ها مورد استفاده بود. این مسئله را «گ.آ. یزوف» دانشمند ارمنی (سال ۱۹۰۸) نیز مورد تأیید قرار می‌دهد: «موطن جدید استقبال چندان خوبی از ارامنه ننمود، زیرا در آنجا خاک‌های دولتی خالی بسیار کم بود».
درخور ذکر است، مقارن با اینکه محصولات کشاورزی فوق‌الذکر و ماهی‌های تازه و خشک شده، خاویار، عسل، روغن کره و سایر فراورده‌های دام‌داری نیازهای مردم محلی را تأمین می‌کردند، همچنین به کشورهای همسایه، نزدیک و دور نیز صادر می‌گشتند..

## آتش
آتش، بعد از آب و هوا دومین عامل تأثیرگذار بر روش آشپزی به‌شمار می‌رود. در سبک آشپزی «اسلاویک»، به ویژه در آشپزی روس، برخی شیرینی‌ها، خوراکی‌های آبدار و غیره… با برخورداری از اجاق گاز روسی به وجود آمده‌است. ظهور و توسعه آشپزی آذربایجانی با استفاده از انواع مختلف آتش، تنور، کوره، منقل و غیره… صورت پذیرفته‌است.
لوازم و ظروف مختص به فرد نیز بر آشپزی آذربایجانی تأثیرات هنگفتی گذاشته‌است. امروزه نیز مردم آذربایجان از ظروف ساخته شده از چرم جانوران، سنگ، گِل، درخت، شیشه، فلز و غیره استفاده می‌نمایند.
در آشپزی آذربایجانی تاکنون علاوه بر گاز و برق، هیزم، زغال هیزم و پشگل نیز به عنوان مواد سوخت مورد استفاده هستند.

## سکونت تاریخی-جغرافیایی
سکونت تاریخی-جغرافیایی و روابط مردم با دیگر مردمان همسایه از عواملی ست که، بر روش آشپزی اثر دارد. از اینکه جاده‌های تجاری و نظامی قدیمی از آذربایجان عبور می‌کردند، آشپزی این سرزمین دستخوش بعضی تأثیرات گشته‌است.
با وجود اینکه وابستگی قومی آذربایجان به نژاد ترک باعث شده تا این کشور خوراکی‌های همنام و هم ریشه با دیگر مرنمان ترک داشته باشد، ولی آشپزی آذربایجانی را می‌توان شاهکار آشپزی کل مردمان ترک خواند.
روابط طولانی مدت با اعراب قهوه را به آشپزی آذربایجانی به ارمغان آورده‌است. موقعیت آذربایجان در «جاده ابریشم» تاریخی این کشور را با چای چین آشنا ساخته و آن را به کشور مذکور آورده‌است. در نتیجه آشنایی با آشپزی روسی غذاهای «شی» و «بورش» به جمع غذاهای آذربایجانی پیوسته و از سوی دیگر فرصت مناسبی جهت آشنایی با آشپزی اروپایی که توسط روس‌ها تحریف گردیده و مال آن‌ها شده بود، فراهم آورد. از اواخر قرن ۱۹ و اوایل قرن ۲۰ میلادی به دلیل پیشرفت در صنعت نفت دوره آشنایی یکسره آشپزی آذربایجانی با غذاهای اروپایی آغاز گردید (این روند کماکان ادامه دارد). آشپزی اروپایی فقط بر آشپزی رستوران اثر گذاشته، به مردم استفاده از ظروف آلومینیوم را یاد داده و این دخالت جز وارد کردن ضرر و آسیب به سلامت مردم، هیچ چیز خوبی در پی نداشته‌است.

## تأثیر دین بر روش آشپزی
یکی از قویترین عوامل تأثیرگذار بر روش آشپزی مردم آذربایجانی دین می‌باشد. زرتشتی، آتش‌پرستی و اوستا نه تنها در روان‌شناسی فلسفی، رسم و رسوم و افکار عمومی مردم آذربایجان، بلکه در آشپزی این مردم نیز بازتاب خود را یافته‌است. دلیل احترام طباخ به آتش- نخستین دستیار خود ایمان تعالیم مذهبی ست. دین مسیحیت نیز در طول تاریخ در آذربایجان بوده و هست؛ ولی اکثر مردم آذربایجان دیگر ۱۴ قرن است که مسلمان هستند و دین نیز اثرات بسیار زیادی بر رسم و رسوم و آشپزی مردم گذاشته و می‌گذارد.

## نوشیدنی‌ها

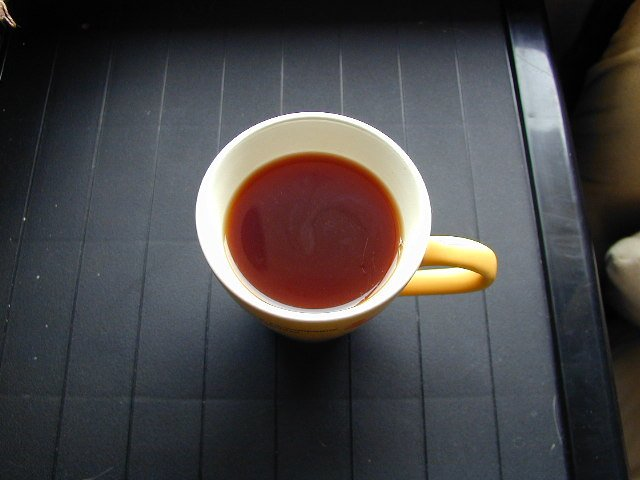
چای سیاه نوشیدنی ملی و فرهنگی مردم آذربایجان

- آیران، یک نوع دوغ محلی در آذربایجان است که چندان تفاوتی با دوغ معمولی ندارد. در ترکیه نیز این دوغ به همین نام معروف است.
- شووه رن
- گلین چایی

## کوکوها
- ایشلی کوکو
- بزکلی کوکو

## فهرست انواع آش‌ها و شورباها و شیله‌ها
- قوروتلو آش
- تورشولو آش
- آیران آشی
- آش زغال اخته
- اوماج آشی
- داش کلم آشی
- میوه آشی
- سوغان شورباسی
- سوزو شورباسی
- اریک شورباسی
- خاما شورباسی
- قورما شورباسی
- مرجیمک شیله‌سی
- قاتیخ شورباسی (گوزلمه)

## فهرست انواع سوپ‌ها
- آغ سوپ

## فهرست انواع پلوها
- لوبیا پیلو (لوبیا پلو)
- مرجیمک پیلو (عدس پلو)
- پاخلا پیلو (باقلی پلو)
- رشته پیلو
- قوربه تی
- قابلی
- دوشه مه پیلو
- باسدیرما پیلو
- سوزمه پیلو

## فهرست انواع خوراک‌ها
- یتیمچه
- داش کلم بورانی سی
- کوفته
- بادمجان دلمه ای
- بیبر دلمه ای
- یاپراق دلمه ای
- کلم دلمه ای
- قارنی یارئغ
- جئز بئز
- کوسو
- یئر کوکو قیقاناغی

## فهرست انواع ترشی‌ها
- سو تورشوسو
- گول کلم تورشوسو
- حلله
- بیبر تورشوسو
- سوغان تورشوسو
- قارا بادمجان تورشوسو

## فهرست انواع چاشتها و میان‌وعده‌ها و دسرها
- تخم مرغ سیب زمینی
- دویمه نج (دویمانج)
- خشیل (خاشیل)
- قویماق
- سوتلو آش
- اوماج حلوای
- زنجفیل حلوای
- اریک الی قیساواسی
- خورما قیساواسی
- قایقاناق (قیقاناق)
- ساری شیله
- قاووت
- لب لبی
- قورولو مکه
- سمنی یا سومنی
- دیشلئق
- فیرنی
- پالدا
- خیتاب
- قار شیره
- کشکول

## فهرست انواع نانها و شیرینی‌ها

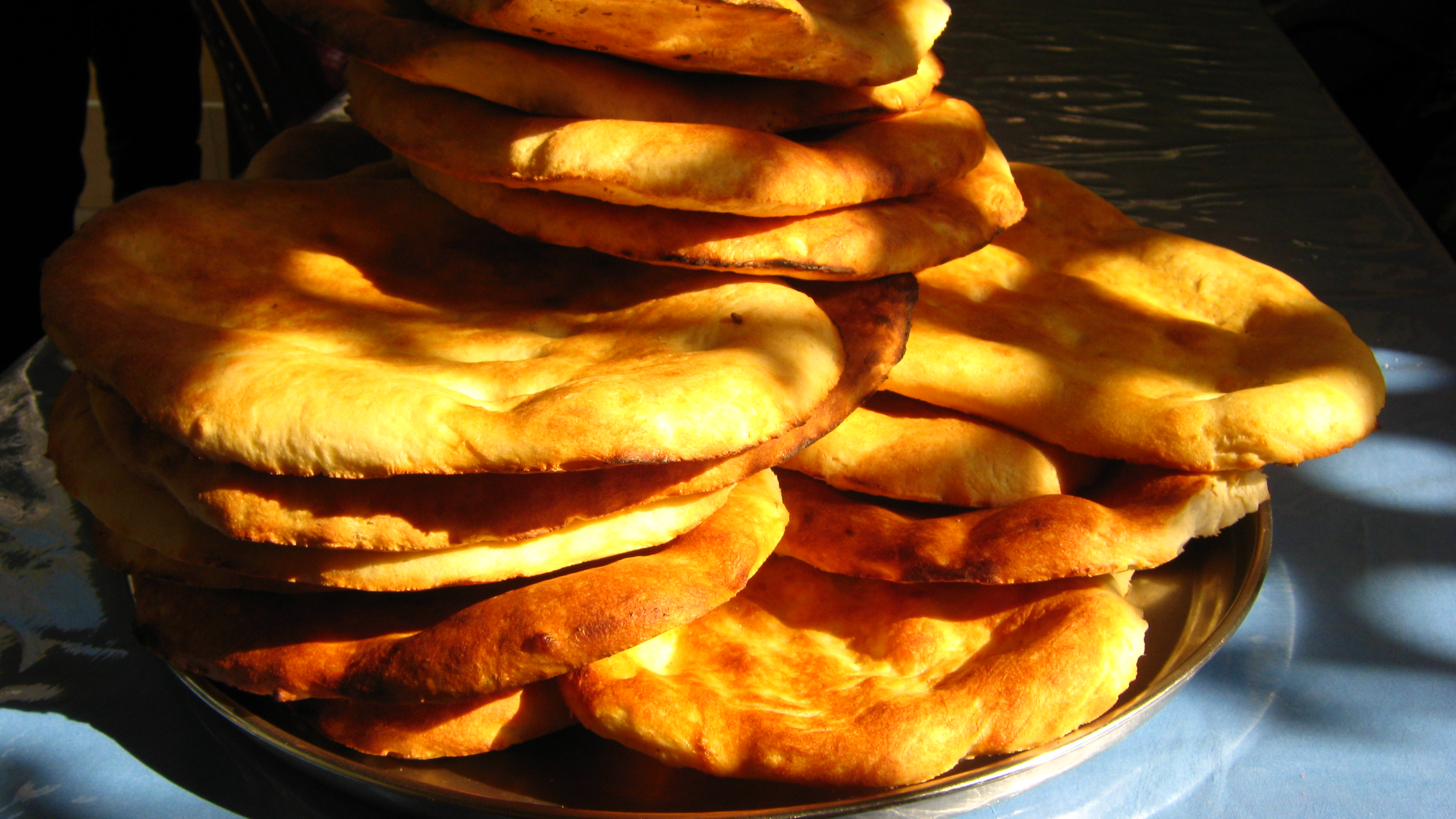
نان فطیر تنوری سالیان

- اسکو چورگی
- ماماغان چورگی
- نزیک
- ایچلی کوکه
- یاغلی کوکه
- یوخا
- اهری
- قرابیه
- سوجوق
- باسلوق
- رشته‌ختایی
- نوقا
- اریس